# Талух
Талух (авар. Лъалухъ)— село Чародинского района Дагестана. Входит в сельсовет Гочадинский.

## География
Расположено на р. Каралазургер  (бассейн р. Каракойсу), в 16 км к западу от села Цуриб.

## Население
| 1869 | 1888 | 1895 | 1926 | 1939 | 1970 | 1989 |
| ---- | ---- | ---- | ---- | ---- | ---- | ---- |
| 167  | ↗190 | ↘159 | ↗179 | ↗237 | ↘194 | ↘105 |
| 2002 | 2010 | 2021 |      |      |      |      |
| ↘90  | ↗93  | ↘84  |      |      |      |      |